# ザティーシャ
ザティーシャ（ウクライナ語：Зати́ша；意訳：「閑静」）は、ウクライナのキーウ州ビーラ・ツェールクヴァ地区にある村。1858年に創建された。面積は約0.3km²（2005年）。人口は56人（2005年）。